# Ordre de bataille lors de la bataille de Claye
Pour un article plus général, voir Bataille de Claye.
Ce qui suit est l'ordre de bataille des forces militaires en présence lors de la bataille de Claye, qui eut lieu le 28 mars 1814 lors de la campagne de France.

## Forces Françaises

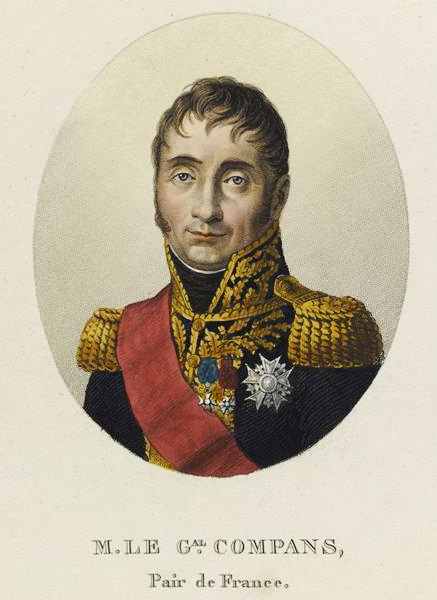
Général Jean Dominique Compans.

Les forces Françaises sont sous le commandement du général Jean Dominique Compans et se composent de 
- Infanterie : 3 000 hommes
- Cavalerie : 1 700 cavaliers
- Artillerie à pied : 18 canons et 450 artilleurs

- Division Ledru (1 400 hommes et 6 canons)
  - Artillerie à pied
    - 6 pièces de 8 livres (150 artilleurs)

  - Infanterie (900 hommes dont)
    - 25e régiment d'infanterie de ligne - (1 bataillon) (450 hommes)
    - Bataillon combiné de ligne et d'officiers[Note 1] - (1 bataillon) (450 hommes)

  - 10e régiment de cavalerie de marche sous les ordres du colonel Potier (500 cavaliers au total dont)
    - Hussards (50 cavaliers)
      - Détachement du 10e régiment de hussards

    - Chasseurs à cheval (240 cavaliers) 
      - Détachement du 3e régiment de chasseurs à cheval
      - Détachement du 12e régiment de chasseurs à cheval
      - Détachement du 16e régiment de chasseurs à cheval
      - Détachement du 24e régiment de chasseurs à cheval

    - Dragons (100 cavaliers)
      - Détachement du 12e régiment de dragons
      - Détachement du 14e régiment de dragons
      - Détachement du 26e régiment de dragons
      - Détachement du 28e régiment de dragons

    - Carabiniers à cheval (80 cavaliers)
      - Détachement du 1er régiment de carabiniers à cheval

    - Cuirassiers (30 cavaliers)
      - Détachement du 13e régiment de cuirassiers

- Colonne de l'adjudant Commandant Noizet[1]. Cette colonne est sous les ordres du général Compans - (900 hommes et 6 canons)
  - Artillerie à pied 
    - 6 pièce de 8 livres (150 artilleurs)

  - Infanterie  (600 hommes dont)
    - 40e régiment d'infanterie de ligne - (1 bataillon) (175 hommes)
    - 86e régiment d'infanterie de ligne - (1 bataillon) (425 hommes)

  - 8e régiment de cavalerie de marche (300 cavaliers au total dont)
    - Chasseurs à cheval (50 cavaliers)
    - Dragons (250 cavaliers)

- Colonne de renforts du général Guye  - (2 400 hommes et 6 canons)
  - Artillerie à pied 
    - 6 pièce de 8 livres (150 artilleurs)

  - Infanterie  (1 500 hommes dont)
    - 10e régiment de voltigeurs de la Garde impériale (1 500 hommes)

  - 12e régiment de cavalerie de marche sous les ordres du colonel Dujon (900 cavaliers au total dont)
    - Chasseurs à cheval (50 cavaliers) 
      - Détachement du 10e régiment de chasseurs à cheval

    - Cuirassiers (400 cavaliers)
      - Détachement du 6e régiment de cuirassiers
      - Détachement du 7e régiment de cuirassiers
      - Détachement du 9e régiment de cuirassiers

    - 3 escadrons de Krakus polonais[2] (450 cavaliers)

## Forces prussiennes
L’avant garde de l'armée de Silésie est sous les ordres du général Andreas Georg Friedrich von Katzler et se composent de 
- Infanterie : 2 600 hommes
- Cavalerie : 1 900 cavaliers
- Artillerie à cheval : 16 canons et 300 artilleurs
- Infanterie sous les ordres du général Johann Friedrich Karl von Klüx  (2 600 hommes dont) 
  - Fusiliers combinés des 1er et 2e régiments d'infanterie de Prusse-Orientale (équivalent de 1 bataillon au total, 550 hommes)
  - Fusiliers de réserve d'infanterie provenant du Corps (1 bataillon, 550 hommes)
  - Fusiliers du 1er régiment d'infanterie de Prusse-Occidentale (1 bataillon, 500 hommes)
  - Fusiliers du 2e régiment d'infanterie de Prusse-Occidentale (1 bataillon, 500 hommes)
  - Jägers de Prusse-Orientale et de Silésie  (1 bataillon, 500 hommes)

- Cavalerie sous les ordres de l'Oberst von Blücher
  - Hussards de Brandebourg (4 escadrons, 500 cavaliers)
  - 2e régiment de hussards du Corps (4 escadrons, 500 cavaliers)
  - Hussards de Silésie (4 escadrons, 450 cavaliers)
  - Dragons de Nouvelle-Marche (4 escadrons, 450 cavaliers)

- Artillerie
  - 2 batteries à cheval (16 pièces, 300 hommes)